# День гнева (роман)
«День гнева» (исп. Un día de cólera) — роман Артуро Переса-Реверте, вышедший в 2007 году.

## Сюжет
Действие романа «День гнева» происходит в любимую эпоху романиста, в эпоху  Наполеоновских войн. Роман «День гнева» посвящён краеугольному событию испанской истории — мадридскому восстанию 2 мая 1808 года против Наполеона, безжалостно подавленному французскими войсками и послужившему толчком к долгой партизанской войне; восстанию, известному всему миру по картине Ф. Гойи «Расстрел повстанцев в ночь на 3 мая 1808 года». С непревзойденным мастерством автор разворачивает перед читателем панораму охваченного бунтом города, любовно выписывает каждое действующее лицо — каменотесов и прачек, придворных и офицеров гвардии, благородных дам и страстных кавалеров…
Не скрывает автор и противоречий между необходимостью защищать родину и тем мракобесьем, жестокостью и варварством, которые приносила эта защита. Когда француз одновременно и враг и просветитель. Когда мятеж вызывает одновременно и чувство гордости за свободолюбивый народ и страх перед разнузданностью толпы…